# Fanatic
Fanatic es un álbum de estudio de la banda estadounidense Heart, lanzado el 2 de octubre de 2012 por Legacy Recordings. Alcanzó la posición No. 24 en las listas Billboard estadounidenses. La cantante Sarah McLachlan se encarga de aportar la voz en la canción "Walkin' Good".

## Lista de canciones
Todas las canciones escritas y compuestas por Ann Wilson, Nancy Wilson y Ben Mink. 
| N.º | Título                  | Duración |  |
| 1.  | «Fanatic»               | 3:44     |  |
| 2.  | «Dear Old America»      | 4:01     |  |
| 3.  | «Walkin' Good»          | 3:46     |  |
| 4.  | «Skin and Bones»        | 3:42     |  |
| 5.  | «A Million Miles»       | 5:05     |  |
| 6.  | «Pennsylvania»          | 3:10     |  |
| 7.  | «Mashallah»             | 4:07     |  |
| 8.  | «Rock Deep (Vancouver)» | 4:20     |  |
| 9.  | «59 Crunch»             | 3:21     |  |
| 10. | «Corduroy Road»         | 4:25     |  |
| 11. | «Beautiful Broken»      | 2:40     |  |
| 12. | «Two Silver Rings»      | 2:57     |  |
| 13. | «Zíngara»               | 3:56     |  |

## Personal
- Ann Wilson - voz, flauta
- Nancy Wilson - guitarras, voz
- Ben Mink - guitarras, producción
- Ric Markmann - bajo
- Ben Smith - batería
- Sarah McLachlan - voz en "Walkin' Good"